# Onder de vulkaan
Onder de vulkaan (oorspronkelijke titel Under the Volcano) is een semiautobiografische roman van de Engelse schrijver Malcolm Lowry, uitgebracht in 1947. De roman vertelt over Geoffrey Firmin, een aan alcohol verslaafde Britse consul in het kleine Mexicaanse stadje Quauhnahuac (Cuernavaca). Het verhaal speelt zich af op de Dag van de Doden in 1938-1939.
Het verhaal werd al vlug na de publicatie bewerkt voor de radio. In 1984 werd het verhaal verfilmd door John Huston.
In North Vancouver, Brits-Columbia wordt jaarlijks het Under the Volcano Festival of Art and Social Change georganiseerd. Hier schreef Lowry het verhaal.

## Publicatie
Lowry huurde Harold Matson in om een uitgever te vinden voor zijn manuscript, maar dit werd verschillende malen verworpen. Alhoewel het verhaal herhaaldelijk werd bewerkt door Lowry zelf, werd de originele versie in 1994 gepubliceerd onder de titel The 1940 Under the Volcano.
In 1944 brandde de woning van de schrijver in Brits-Columbia af. Zijn echtgenote, Margerie Bonner, wist de onafgewerkte roman te redden. Lowry's andere onafgewerkte manuscripten gingen in de vlammen op.
Het uiteindelijke verhaal werd in 1945 afgerond en onmiddellijk naar een aantal uitgevers verzonden. Later dat jaar, toen hij in Mexico verbleef, vernam hij dat twee uitgeverijen interesse hadden in het verhaal: Reynal & Hitchcock in de Verenigde Staten en Jonathan Cape in het Verenigd Koninkrijk.
In reactie op de lezerscommentaren schreef hij een tientallen pagina's tellende brief naar Jonathan Cape om de gemaakte bedenkingen te weerleggen.
Het boek werd verschillende malen gepubliceerd in het Engels. In 1998 plaatste de Amerikaanse uitgever Modern Library het boek op de elfde plaats van beste Engelstalige romans van de 20e eeuw. Time nam het boek eveneens op in een lijst van 100 beste Engelstalige romans, beginnende in 1923.
Under the Volcano is in 1966 in het Nederlands vertaald door John Vandenbergh en in 1998 door Peter Bergsma, beide keren onder de titel Onder de vulkaan.

## Personages
Geoffrey Firmin is de aan alcohol verslaafde oud-consul voor Groot-Brittannië in Quauhnahuac. Hij is recent ontheven uit zijn functie vanwege diplomatieke problemen tussen het Verenigd Koninkrijk en Mexico rond de nationalisatie van de olievoorraden door president Lázaro Cárdenas in 1938. Geoffrey Firmin wil een boek schrijven, maar zijn alcoholisme beïnvloedt zijn hele leven, vooral de relatie met zijn echtgenote Yvonne.
Yvonne Firmin is eerder bij haar man weggelopen maar keert terug naar Mexico om haar relatie met Geoffrey nieuw leven in te blazen.
Hugh Firmin is de halfbroer van Geoffrey en heeft in het verleden een affaire met Yvonne gehad. Hij is journalist voor de London Globe en is in Mexico om verslag te doen over het fascisme. Hij voelt zich schuldig dat hij tijdens de Spaanse Burgeroorlog niet gevochten heeft.

## Films
John Huston regisseerde de film Under the Volcano in 1984. Albert Finney, Jacqueline Bisset, Anthony Andrews en Katy Jurado namen enkele van de rollen voor hun rekening. Albert Finney kreeg een Oscarnominatie voor zijn rol van Geoffrey Firmin. De muziek van de film werd eveneens genomineerd voor een Oscar.
Volcano: An Inquiry Into the Life and Death of Malcolm Lowry (1976) is een documentaire van National Film Board of Canada en werd geregisseerd door Brittain Kramer en John Kramer. De film start met het ongelukkige einde van Lowry zelf, waarna het leven van de auteur wordt behandeld. Delen van Onder de vulkaan worden door Richard Burton voorgelezen.

## Muziek
Enkele liedjes werden geïnspireerd op de roman. Jack Bruce bracht in 1974 het nummer "The Consul at Sunset" uit.
De Young Fresh Fellows namen in 1987 het nummer "Back Room of the Bar" op.
Matthew Good heeft op zijn cd "Live at Massey Hall" het nummer "I'm a Window" staan.
Op de cd "Bijt!Bijt!Bijt!" van de groep De Legende met onder anderen Elvis Peeters staat het nummer "De consul".